# Ictinogomphus fallax
Ictinogomphus fallax är en trollsländeart som först beskrevs av Selys 1854.  Ictinogomphus fallax ingår i släktet Ictinogomphus och familjen flodtrollsländor. Inga underarter finns listade i Catalogue of Life.